# 普斯索尔
普斯索尔，是西班牙巴伦西亚自治区巴伦西亚省的一个市镇。总面积18平方公里，总人口14965人（2001年），人口密度831人/平方公里。